# Over the Rainbow (album Mai Kuraki)
OVER THE RAINBOW – dziesiąty album studyjny japońskiej piosenkarki Mai Kuraki, wydany 11 stycznia 2012 roku. Utwór Stay the same został wykorzystany jako image song serii Wish me mell, utwór Brave your heart został użyty jako piosenka przewodnia filmu Ashita ni kakeru ai (jap. 明日に架ける愛), a Sun will shine on u wykorzystano w zakończeniach programu Tonari no terekin-chan (jap. となりのテレ金ちゃん). Album osiągnął 2 pozycję w rankingu Oricon i pozostał na liście przez 11 tygodni, sprzedał się w nakładzie 49 998 egzemplarzy.

## Lista utworów
| CD  |                                                                                          |                                    |                                               |                                               |      |
| Nr  | Tytuł                                                                                    | Słowa                              | Kompozycja                                    | Aranżacja                                     | Czas |
| 1.  | "Strong Heart"                                                                           | Mai Kuraki, GIORGIO 13             | GIORGIO CANCEMI                               | GIORGIO CANCEMI                               | 4:20 |
| 2.  | "another day＊another world"                                                             | Mai Kuraki                         | Aika Ōno                                      | Masazumi Ozawa                                | 3:56 |
| 3.  | "Sayonara wa mada iwanaide ~album ver.~" (jap. さよならは まだ言わないで 〜album ver.〜) | Mai Kuraki                         | FOOTBREAD                                     | FOOTBREAD                                     | 4:35 |
| 4.  | "Stay the same"                                                                          | Mai Kuraki                         | GIORGIO CANCEMI                               | GIORGIO CANCEMI                               | 5:12 |
| 5.  | "Your Best Friend"                                                                       | Mai Kuraki, GIORGIO 13             | GIORGIO CANCEMI                               | GIORGIO CANCEMI                               | 5:52 |
| 6.  | "Mō ichido" (jap. もう一度)                                                              | Mai Kuraki                         | Hirokazu Tajiri                               | Hirokazu Tajiri                               | 4:00 |
| 7.  | "Brave your heart"                                                                       | Mai Kuraki                         | Akihito Tokunaga                              | Akihito Tokunaga                              | 4:58 |
| 8.  | "Sun will shine on u"                                                                    | Mai Kuraki, GIORGIO 13             | GIORGIO CANCEMI                               | GIORGIO CANCEMI                               | 4:20 |
| 9.  | "Love one another"                                                                       | Mai Kuraki, Michael Africk         | Michael Africk, Miguel Sá Pessoa, Perry Geyer | Michael Africk, Miguel Sá Pessoa, Perry Geyer | 3:58 |
| 10. | "step by step"                                                                           | Mai Kuraki, GIORGIO 13             | GIORGIO CANCEMI                               | GIORGIO CANCEMI                               | 4:58 |
| 11. | "1000 mankai no kiss" (jap. 1000万回のキス)                                              | Mai Kuraki                         | Aika Ōno                                      | Takeshi Hayama                                | 5:03 |
| 12. | "La La La * La" (jap. ラララ＊ラ)                                                        | Mai Kuraki                         | Akihito Tokunaga                              | Akihito Tokunaga                              | 4:29 |
| DVD |                                                                                          |                                    |                                               |                                               |      |
| Nr  | Tytuł                                                                                    | Tytuł                              | Tytuł                                         | Tytuł                                         | Czas |
| 1.  | "1000 mankai no kiss -Music Clip-"                                                       | "1000 mankai no kiss -Music Clip-" | "1000 mankai no kiss -Music Clip-"            | "1000 mankai no kiss -Music Clip-"            |      |
| 2.  | "Mō ichido -Music Clip-"                                                                 | "Mō ichido -Music Clip-"           | "Mō ichido -Music Clip-"                      | "Mō ichido -Music Clip-"                      |      |
| 3.  | "Your Best Friend -Music Clip-"                                                          | "Your Best Friend -Music Clip-"    | "Your Best Friend -Music Clip-"               | "Your Best Friend -Music Clip-"               |      |
| 4.  | "Brave your heart -Music Clip-"                                                          | "Brave your heart -Music Clip-"    | "Brave your heart -Music Clip-"               | "Brave your heart -Music Clip-"               |      |
| 5.  | "Stay the same -Music Clip-"                                                             | "Stay the same -Music Clip-"       | "Stay the same -Music Clip-"                  | "Stay the same -Music Clip-"                  |      |

## Notowania
| Lista                                   | Pozycja |
| --------------------------------------- | ------- |
| Oricon Weekly Albums Chart              | 2       |
| Oricon Monthly Albums Chart             | 14      |
| KEIYOGINKO POWER COUNTDOWN JAPAN HOT 30 | 2       |